# Сен-Жиль (Иль и Вилен)
Сен-Жиль (фр. Saint-Gilles) — коммуна на северо-западе Франции, находится в регионе Бретань, департамент Иль и Вилен, округ Ренн, кантон Мелес. Расположена в 12 км к западу от Ренна. Через территорию коммуны проходит национальная автомагистраль N12.
Население (2018) — 5 093 человека. 

## Экономика
Структура занятости населения:
- сельское хозяйство — 4,9 %
- промышленность — 16,8 %
- строительство — 8,9 %
- торговля, транспорт и сфера услуг — 53,2 %
- государственные и муниципальные службы — 16,2 %

Уровень безработицы (2018) — 9,1 % (Франция в целом —  13,4 %, департамент Иль и Вилен — 10,4 %). 

Среднегодовой доход на 1 человека, евро (2018) — 23 730 (Франция в целом — 21 730, департамент Иль и Вилен — 22 230).

## Демография
Динамика численности населения, чел.

## Администрация
Пост мэра Сен-Жиля с 2014 года занимает Филипп Тебо (Philippe Thebault). На муниципальных выборах 2020 года возглавляемый им левый список победил в 1-м туре, получив 81,32 % голосов.
| Период | Период | Фамилия           | Партия        | Примечания              |
| ------ | ------ | ----------------- | ------------- | ----------------------- |
| 1965   | 1989   | Морис Буже        | Разные правые | фермер                  |
| 1989   | 2001   | Марсель Дютертр   | Разные левые  | учитель, директор школы |
| 2001   | 2014   | Жан-Мишель Бюнель | Разные левые  | фермер                  |
| 2014   |        | Филипп Тебо       | Разные левые  | торговый представитель  |

## Города-побратимы
- Бубенройт, Германия